# Kaitlin Olson
Aimee Kaitlin Willow Olson (Portland, 18 agosto 1975) è un'attrice statunitense, nota soprattutto per il ruolo di Deandra Reynolds nella sitcom C'è sempre il sole a Philadelphia.

## Filmografia parziale

### Attrice

#### Cinema
- Le ragazze del Coyote Ugly (Coyote Ugly), regia di David McNally (2000)
- Weather Girl, regia di Blayne Weaver (2009)
- Una proposta per dire sì (Leap Year), regia di Anand Tucker (2010)
- Corpi da reato (The Heat), regia di Paul Feig (2013)
- Come ti rovino le vacanze (Vacation), regia di John Francis Daley e Jonathan M. Goldstein (2015)
- Campioni (Champions), regia di Bobby Farrelly (2023)
- Arizona, regia di Jonathan Watson (2018)
- Incoming - I nuovi arrivati (Incoming), regia di Dave Chernin e John Chernin (2024)

#### Televisione
- Curb Your Enthusiasm – serie TV, 6 episodi (2000-2007)
- The Drew Carey Show – serie TV, 14 episodi (2002-2004)
- Miss Match – serie TV, 1 episodio (2003)
- C'è sempre il sole a Philadelphia  (It's Alway Sunny in Philadelphia) – serie TV, 169 episodi (2005-in corso)
- Out of Practice - Medici senza speranza (Out of Practice) – serie TV, 1 episodio (2006)
- The Riches – serie TV, 5 episodi (2007)
- New Girl – serie TV, 2 episodi (2014-2015)
- The Mick – serie TV, 37 episodi (2017-2018)
- Flipped - serie TV, 11 episodi (2020)
- Space Force - serie TV, 1 episodio (2020)
- Hacks – serie TV, 12 episodi (2021-in produzione)
- High Potential – serie TV, 13 episodi (2024-in produzione)
- Abbott Elementary - serie TV, episodio 4x09 (2025)

### Doppiatrice
- I Griffin (Family Guy) – serie animata, 2 episodi (2011)
- Brickleberry – serie animata, 10 episodi (2012)
- Bob's Burger – serie animata, 1 episodio (2015)
- I Simpson (The Simpsons) – serie animata, 1 episodio (2015)
- Disney Infinity 3.0 - videogioco (2015)
- Alla ricerca di Dory (Finding Dory), regia di Andrew Stanton (2016)
- Alla ricerca di Dory - Interviste al parco oceanografico (Finding Dory: Marine Life Interviews), regia di Ross Stevenson - cortrometraggio (2016)

## Doppiatrici italiane
Nelle versioni in italiano dei suoi lavori, Kaitlin Olson è stata doppiata da:
- Francesca Manicone in Una proposta per dire sì, Corpi da reato, Hacks, Campioni, High Potential
- Daniela Calò in C'è sempre il sole a Philadelphia, Abbott Elementary
- Eleonora De Angelis in The Mick, Incoming - I nuovi arrivati

Da doppiatrice è sostituita da:
- Francesca Manicone in Disney Infinity 3.0, Alla ricerca di Dory
- Domitilla D'Amico ne I Griffin
- Chiara Gioncardi in Brickleberry